# 帕维尔·桑科维奇
帕维尔·保罗维奇·桑科维奇（1990年6月29日—），白俄罗斯男子游泳运动员，2014年欧洲游泳锦标赛男子100米蝶泳铜牌得主、2016年世界短池游泳锦标赛男子50米仰泳和男子4×50米混合泳接力铜牌得主。